# Istorija Gvajane
Zapisana istorija Gvajane se može datirati od 1499, kada je prva ekspedicija Alonsa de Ohede stigla iz Španije na reku Esekibo. Istorija Gvajane oblikovana je učešćem mnogih nacionalnih i etničkih grupa, kao i kolonijalnom politikom Španaca, Francuza, Holanđana i Britanaca. Pobune afričkih robova 1763. i 1823. godine bile su presudni trenuci u istoriji nacije. Afrikanci su bili porobljeni i prevezeni u Gvajanu kao robovi; za razliku od toga, istočni Indijanci su bili najamni radnici. Noviju istoriju Gvajane naročito karakteriše borba za oslobađanje od kolonijalne vladavine i dugotrajne posledice kolonijalizma.
Dana 26. maja 1966. Gvajana je stekla nezavisnost od Britanije.

## Prekolonijalna Gvajana i prvi kontakti
Prvi ljudi koji su stigli do Gvajane došli su iz Azije, verovatno još pre 35.0000 godina. Ovi prvi stanovnici bili su nomadi koji su polako migrirali na jug u Centralnu i Južnu Ameriku. Iako su se u Americi kasnije pojavile velike civilizacije, struktura američkog indijanskog društva u Gvajani ostala je relativno jednostavna. U vreme putovanja Kristofora Kolumba, stanovnici Gvajane bili su podeljeni u dve grupe, Aravaci uz obalu i Karibi u unutrašnjosti. Jedna od zaostavština starosedilačkih naroda bila je reč Gvajana, koja se često koristila za opisivanje regiona koji obuhvata modernu Gvajanu, kao i Surinam (bivšu Holandska Gvajana) i Francusku Gvajanu. Reč, koja znači „zemlja voda”, je pogodna s obzirom na mnoštvo reka i potoka na tom području.
Istoričari nagađaju da su Aravaci i Karibi formirani u unutrašnjosti Južne Amerike i da su migrirali na sever, prvo u današnju Gvajanu, a potom na Karibska ostrva. Aravaci, uglavnom kultivatori, lovci i ribolovci, migrirali su na Karibska ostrva pre Kariba i nastanili su se širom regiona. Spokoj Aravačkog društva poremetio je dolazak ratobornih Kariba iz južnoameričke unutrašnjosti. Ratno ponašanje Kariba i njihova nasilna migracija na sever ostavili su jasne tragove. Do kraja 15. veka Karibi su zamenili Aravake na ostrvima Malih Antila. Karibsko naselje Malih Antila uticalo je i na budući razvoj Gvajane. Španski istraživači i doseljenici koji su došli nakon Kolumba otkrili su da je Aravake lakše pokoriti nego Karibe, koji se žestoko borili da održe svoju nezavisnost. Ovaj žestok otpor, uz nedostatak zlata na Malim Antilima, doprineo je španskom stavljanju naglaska na osvajanja i naseljavanja Velikih Antila i kopna. Španci su uložili malo napora na konsolidaciji vlasti Španije na Malim Antilima (sa izuzetikom Trinidada) i Gvajanama.

## Literatura
- Daly, Vere T. (1974). The Making of Guyana. Macmillan. ISBN 978-0-333-14482-4. Приступљено 7. 1. 2011.
- Daly, Vere T. (1975). A Short History of The Guyanese People. Macmillan. ISBN 978-0-333-18304-5. Приступљено 7. 1. 2011.
- Hope, Kempe Ronald (1985). Guyana: Politics and Development in an Emergent Socialist State. Oakville, Ont: Mosaic Press. ISBN 0-88962-302-3. Приступљено 7. 1. 2011.
- Révauger, Cécile (oktobar 2008). The Abolition of Slavery – The British Debate 1787–1840. Presse Universitaire de France. ISBN 978-2-13-057110-0. Приступљено 7. 1. 2011.Spinner, Thomas J. (1984). A Political and Social History of Guyana, 1945–1983. Boulder, Colo: Westview Press. ISBN 0-86531-852-2. Приступљено 7. 1. 2011.
- Sued-Badillo, Jalil, ур. (2003). General History of the Caribbean: Volume I: Autochthonous Societies. Paris: UNESCO. ISBN 978-0-333-72453-8.
- Henry, Paget; Stone, Carl (1983). The Newer Caribbean: Decolonization, Democracy, and Development. Volume 4 of Inter-American politics series. Philadelphia: Institute for the Study of Human Issues. ISBN 0-89727-049-5. Приступљено 7. 1. 2011.
- Deforestation. World Geography. Columbus, Ohio: McGraw-Hill/Glencoe, 2000. 202–204
- Farthing, Linda C.; Kohl, Benjamin H. (2014). Evo's Bolivia: Continuity and Change. Austin: University of Texas Press. ISBN 978-0-292-75868-1.
- Harten, Sven (2011). The Rise of Evo Morales and the MAS. London and New York: Zed Books. ISBN 978-1-84813-523-9.
- Hensel, Silke (2003). „Was There an Age of Revolution in Latin America?: New Literature on Latin American Independence”. Latin American Research Review. 38 (3): 237—249.. online]
- Muñoz-Pogossian, Betilde (2008). Electoral Rules and the Transformation of Bolivian Politics: The Rise of Evo Morales. New York: Palgrave Macmillan. ISBN 978-0-230-60819-1.
- Philip, George; Panizza, Francisco (2011). The Triumph of Politics: The Return of the Left in Venezuela, Bolivia and Ecuador. Cambridge: Polity Press. ISBN 978-0-7456-4749-4.
- Sheil, D.; Wunder, S. (2002). „The value of tropical forest to local communities: complications, caveats, and cautions” (PDF). Conservation Ecology. 6 (2): 9. doi:10.5751/ES-00458-060209. hdl:10535/2768.
- Sivak, Martín (2010). Evo Morales: The Extraordinary Rise of the First Indigenous President of Bolivia. New York: Palgrave MacMillan. ISBN 978-0-230-62305-7.
- Uribe, Victor M. (1997). „The Enigma of Latin American Independence: Analyses of the Last Ten Years”. Latin American Research Review. 32 (1): 236—255. JSTOR 2504056. S2CID 252750906. doi:10.1017/S0023879100037766.
- Wade, Lizzie (2015). „Drones and satellites spot lost civilizations in unlikely places”. Science. doi:10.1126/science.aaa7864.
- Webber, Jeffrey R. (2011). From Rebellion to Reform in Bolivia: Class Struggle, Indigenous Liberation, and the Politics of Evo Morales. Haymarket Books. ISBN 978-1-60846-106-6.
- Anderson, Fred (2000). The Crucible of War. New York: Knopf. ISBN 978-0375406423.
- Anderson, Fred (2005). The War That Made America. New York: Viking. ISBN 978-0670034543.
- Bailyn, Bernard (2012). The Barbarous Years: The Peopling of British North America--The Conflict of Civilizations, 1600–1675. Knopf.
- Black, Jeremy (2009). The War of 1812 in the Age of Napoleon..
- Buckner, Phillip (2008). Canada and the British Empire. Oxford University Press. ISBN 978-0199271641. Приступљено 22. 7. 2009.
- Canny, Nicholas (1998). The Origins of Empire: British Overseas Enterprise to the Close of the Seventeenth Century. Oxford University Press.
- Chandler, Ralph Clark (зима 1990). „Public Administration Under the Articles of Confederation”. Public Administration Quarterly. 13 (4): 433—450. JSTOR 40862257.
- Clegg, Peter (2005). „The UK Caribbean Overseas Territories”.  Ур.: de Jong, Lammert; Kruijt, Dirk. Extended Statehood in the Caribbean. Rozenberg Publishers. ISBN 978-9051706864.
- Ferguson, Niall (2004). Empire: The Rise and Demise of the British World Order and the Lessons for Global Power. New York: Basic Books. ISBN 978-0465023295.
- Ferling, John (2003). A Leap in the Dark: The Struggle to Create the American Republic. Oxford University Press. ISBN 978-0195159240.
- Horn, James (2011). A Kingdom Strange: The Brief and Tragic History of the Lost Colony of Roanoke. Philadelphia: Basic Book. ISBN 978-0465024902.
- Kelley, Ninette; Trebilcock, Michael (2010). The Making of the Mosaic (2nd ed.). University of Toronto Press. ISBN 978-0802095367.
- Knight, Franklin W.; Palmer, Colin A. (1989). The Modern Caribbean. University of North Carolina Press. ISBN 978-0807818251.
- James, Lawrence (1997). The Rise and Fall of the British Empire. St. Martin's Griffin. ISBN 978-0312169855.
- Lloyd, Trevor Owen (1996). The British Empire 1558–1995. Oxford University Press. ISBN 978-0198731344.
- Macaulay, Thomas (1848). The History of England from the Accession of James the Second. Penguin. ISBN 978-0140431339.
- Magnusson, Magnus (2003). Scotland: The Story of a Nation. Grove Press. ISBN 978-0802139320. Приступљено 22. 7. 2009.
- Middlekauff, Robert (2005). The Glorious Cause: the American Revolution, 1763–1789. Oxford University Press.
- Porter, Andrew (1998). The Nineteenth Century, The Oxford History of the British Empire Volume III. Oxford University Press. ISBN 978-0199246786. Приступљено 22. 7. 2009.
- Rhodes, R.A.W.; Wanna, John; Weller, Patrick (2009). Comparing Westminster. Oxford University Press. ISBN 978-0199563494.
- Richter, Daniel (2011). Before the Revolution : America's ancient pasts. Cambridge, Mass.: Belknap Press.
- Smith, Simon (1998). British Imperialism 1750–1970. Cambridge University Press. ISBN 978-3125806405. Приступљено 22. 7. 2009.
- Taylor, Alan (2002). American Colonies: The Settling of North America. New York: Penguin Books. ISBN 978-0142002100.
- Taylor, Alan (2016). American Revolutions: A Continental History, 1750-1804. W. W. Norton & Company.
- Turpin, Colin; Tomkins, Adam (2007). British government and the constitution (6th ed.). Cambridge University Press. ISBN 978-0521690294.
- Zolberg, Aristide R (2006). A nation by design: immigration policy in the fashioning of America. Russell Sage. ISBN 978-0674022188.
- Brecher, Frank W. Brecher, Frank W. (17. 9. 1998). Losing a Continent: France's North American Policy, 1753-1763. Bloomsbury Academic. ISBN 9780313307867.. Losing a Continent: France's North American Policy, 1753-1763 (1998)
- Dechêne, Louise Dechêne, Louise (1992). Habitants and Merchants in Seventeenth-Century Montreal. McGill-Queen's Press - MQUP. ISBN 9780773506589.. Habitants and Merchants in Seventeenth-Century Montreal (2003)
- Eccles, W. J. The Canadian Frontier, 1534-1760 Архивирано на веб-сајту  (27. мај 2012) (1983)
- Eccles, W. J. Essays on New France (1988)
- Eccles, W.J. The French in North America, 1500-1783 (Fitzhenry & Whiteside Limited, 1998.), a standard scholarly survey
- Havard, Gilles, and Cécile Vidal, "Making New France New Again: French historians rediscover their American past Архивирано на веб-сајту  (5. октобар 2009)," Common-Place (July 2007) v 7
- Hoffmann, Benjamin (2018). Posthumous America. ISBN 978-0-271-08007-9., translated by Alan J. Singerman, Penn State UP
- Holbrook, Sabra (1976), The French Founders of North America and Their Heritage, New York: Atheneum, ISBN 978-0-689-30490-3
- Katz, Ron. French America: French Architecture from Colonialization to the Birth of a Nation. Editions Didier Millet, 2004.
- McDermott, John Francis (1965). The French in the Mississippi Valley. University of Illinois Press.
- McDermott, John F., ed. Frenchmen and French ways in the Mississippi Valley (1969)
- Marshall, Bill,ed. France and the Americas: Culture, Politics, and History (3 Vol 2005)
- Moogk, Peter N (2000). La Nouvelle France: The Making of French Canada -A Cultural History.. 340 pp.
- Trudel, Marcel (1973). The Beginnings of New France 1524-1663.
- White, Sophie (2013). Wild Frenchmen and Frenchified Indians: Material Culture and Race in Colonial Louisiana. University of Pennsylvania Press.

## Spoljašnje veze
- Rulers.org – Guyana